# QED 出雲神伝説
『QED 出雲神伝説』（キューイーディー いずもしんでんせつ）は、高田崇史による推理小説。QEDシリーズの第16作。巻末に本編から9年後を描く『QED ~flumen~ 出雲大遷宮』が入る。

## 出版履歴
- 2009年：講談社ノベルス、ISBN 978-4-06-182683-0
- 2013年：講談社文庫、ISBN 978-4-06-277450-5

## 内容
平成11年4月。奈良県桜井市のマンションでOLの斬殺死体が発見され、その現場には別のひき逃げ事件現場に残された忍び集団「出雲神流」の紋が残されていた。

## 登場人物
桑原 崇（くわばら たかし）
歴史マニアの薬剤師。今回珍しく事件の方面に対しても積極的で、小松崎とともに京都・奈良へと向かい、「出雲」についての調査を行う。
棚旗 奈々（たなはた なな）
桑原崇と仲良く事件に巻き込まれる薬剤師。学薬の嵐山旅行を抜けてタタルたちと合流する。
小松崎 良平（こまつざき りょうへい）
桑原の友人のジャーナリスト。「出雲神流」を追ってタタルを連れて奈良へ向かう。

### 事件関係者
五十嵐 彩子（いがらし あやこ）
良子の遺体を発見する。26歳。良子、麻也と共に出雲神流を調べていた。『QED ~flumen~ 九段坂の春』の「那智滝の冬」にも登場。
八刀 良子（やと りょうこ）
「八雲」402号室で日本刀で首を切られて死亡しているのが発見される。36歳独身。
野川 達夫（のがわ たつお）
良子と交際していた39歳の男性で、402号室の契約者。財団法人・島根県郷土振興会に勤務する。
稲瀬 葵（いなせ あおい）
三輪に住む46歳の女性。占い師を営む。
雲居 麻也（くもい まや）
彩子の友人。28歳。失踪している。
雲居 泰治（くもい たいじ）
麻也の父親。桜井市に住む公立高校教頭。日本史教師でもあり、『出雲の神々』という本を上梓している。
雲居 美代子（くもい みよこ）
泰治の妻。
雲居 由利（くもい ゆり）
麻也の妹。22歳の女子大生。
墨坂 洋（すみさか ひろし）
郷土史家。30歳。3月27日橿原神社の近くでひき逃げされ、全身打撲により死亡。
弦巻（つるまき）
リゾートマション「八雲」の管理人。彩子と共に良子の遺体の第一発見者となる。
菅原（すがわら）
タクシー運転手。奈良にやってきたタタルたちの案内をする。奈々をタタルの妻だと勘違いしている。苗字は違うが洋の実の兄。

### 奈良県警
雉丘 正勝（きじおか まさかつ）
捜査一課警部。一連の事件を担当する。「カンナシリーズ」にも登場。
大澤 裕太（おおさわ ゆうた）
巡査部長。雉丘と組んで事件を担当する。

### その他
中島 智美（なかじま さとみ）
小松崎が現在仕事をしている会社に勤める女性カメラマン。『QED ~flumen~ 九段坂の春』の「北鎌倉の夏」にも登場した奈々の同級生・中島晴美（はるみ）の5歳年下の妹。

### QED ~flumen~ 出雲大遷宮
平成20年5月2日、崇、小松崎、智美の3人は出雲大社大遷宮の取材に向かっていた。
桑原 崇（くわばら たかし）
一人で出雲に向かおうとしていたが、小松崎の誘いを受け旅に同行する。
小松崎 良平（こまつざき りょうへい）
既婚者となっており、血のつながらない大地という5歳になる息子がいる。
中島 智美（なかじま さとみ）
ここ数年、小松崎が結婚したころから彼と組んで仕事をしている。